# محمدرضا نصیر باغبان
وُلد محمد رضانصير باغبان (الاسم المستعار لمحسن باقري) عام ١٩٧٦ في دزفول، محافظة خوزستان. كان قائدًا بارزًا في الحرس الثوري الإسلامي، وقُتل عام ٢٠٢٥، إثر الهجوم الإسرائيلي على طهران، إلى جانب عدد من كبار مسؤولي الاستخبارات الإيرانية. بالإضافة إلى أنشطته داخل إيران، عمل محسن باقري خارجها أيضًا. بعد إتمامه دورات تدريبية عسكرية متنوعة، انخرط في أنشطة استخباراتية عملياتية كعضو بارز في فيلق القدس التابع للحرس الثوري الإسلامي.

## المسؤوليات
من بين مسؤوليات نصير باغبان إدارة العمليات الاستخباراتية على المستوى الإقليمي وخارج حدود جمهورية إيران الإسلامية. كما لعب دورًا هامًا في تنسيق العمليات الأمنية ومنع تهديدات أعداء إيران بصفته نائب ضابط الاستخبارات في فيلق القدس.

## الوفاة
استشهد محمد رضا نصير باغبان، المعروف باسم محسن باقري، عام ٢٠٢٥ نتيجةً للهجمات الإسرائيلية على إيران. دُفن في المقبرة رقم ٢٤ من «حديقة شهداء بهشت زهراء» بطهران.